# Dryopteris
Genre
Le genre Dryopteris regroupe de nombreuses espèces de fougères.

## Étymologie
Le mot Dryopteris, ou dryoptère en français, vient du grec drus [chêne] et pteris [fougère] et fut attribué par Dioscoride (médecin grec) à des fougères se développant dans les bois de chênes.

## Espèces
- Dryopteris acrophorus
- Dryopteris acutodentata
- Dryopteris adnata
- Dryopteris adscendens
- Dryopteris aemula
- Dryopteris affinis
- Dryopteris aitoniana
- Dryopteris alejandrei
- Dryopteris algonquinensis
- Dryopteris alpestris
- Dryopteris alpicola
- Dryopteris ambigens
- Dryopteris amblyodonta
- Dryopteris ambroseae
- Dryopteris amurensis
- Dryopteris anadroma
- Dryopteris aneitensis
- Dryopteris angustifrons
- Dryopteris angustipalea
- Dryopteris annamensis
- Dryopteris antarctica
- Dryopteris anthracinisquama
- Dryopteris apiciflora
- Dryopteris approximata
- Dryopteris aquilinoides
- Dryopteris ardechensis
- Dryopteris arecesiae
- Dryopteris arguta
- Dryopteris ascensionis
- Dryopteris assamensis
- Dryopteris asturiensis
- Dryopteris athamantica
- Dryopteris atrata
- Dryopteris aurantiaca
- Dryopteris australis
- Dryopteris austroindica
- Dryopteris bamleriana
- Dryopteris barbigera
- Dryopteris benedictii
- Dryopteris bernieri
- Dryopteris blanfordii
- Dryopteris bodinieri
- Dryopteris bojeri
- Dryopteris bootii
- Dryopteris borbasii
- Dryopteris brathaica
- Dryopteris burgessii
- Dryopteris burnatii
- Dryopteris cacaina
- Dryopteris callipteris
- Dryopteris cambrensis
- Dryopteris campyloptera
- Dryopteris camusiae
- Dryopteris caperata
- Dryopteris caroli-hopei
- Dryopteris carthusiana
- Dryopteris caucasica
- Dryopteris caudipinna
- Dryopteris cebennae
- Dryopteris cedroensis
- Dryopteris celsa
- Dryopteris chaerophyllifolia
- Dryopteris championii
- Dryopteris chinensis
- Dryopteris christensenae
- Dryopteris chrysocoma
- Dryopteris cicatricata
- Dryopteris cinnamomea
- Dryopteris clarkei
- Dryopteris clintoniana
- Dryopteris cochleata
- Dryopteris cognata
- Dryopteris commixta
- Dryopteris comorensis
- Dryopteris complanata
- Dryopteris complexa
- Dryopteris conjugata
- Dryopteris conversa
- Dryopteris convoluta
- Dryopteris corleyi
- Dryopteris correllii
- Dryopteris costalisora
- Dryopteris crassirachis
- Dryopteris crassirhizoma
- Dryopteris crinalis
- Dryopteris crispifolia
- Dryopteris cristata
- Dryopteris critica
- Dryopteris cycadina
- Dryopteris cyclopeltidiformis
- Dryopteris cyclosorum
- Dryopteris decipiens
- Dryopteris dehuaensis
- Dryopteris dennstaedtioides
- Dryopteris deparioides
- Dryopteris deweveri
- Dryopteris devriesei
- Dryopteris diacalpe
- Dryopteris diacalpioides
- Dryopteris dickinsii
- Dryopteris diffracta
- Dryopteris dilatata
- Dryopteris discophora
- Dryopteris doeppii
- Dryopteris doluchanovii
- Dryopteris dowellii
- Dryopteris dracomontana
- Dryopteris drakei
- Dryopteris dulongensis
- Dryopteris edwardsii
- Dryopteris emeiensis
- Dryopteris enneaphylla
- Dryopteris erythrosora
- Dryopteris esterhuyseniae
- Dryopteris euxinensis
- Dryopteris expansa
- Dryopteris exstipellata
- Dryopteris fadenii
- Dryopteris fatuhivensis
- Dryopteris fauriei
- Dryopteris ferruginea
- Dryopteris fibrillosissima
- Dryopteris filipaleata
- Dryopteris filix-mas
- Dryopteris flaccisquama
- Dryopteris flemingii
- Dryopteris formosana
- Dryopteris fragrans
- Dryopteris fragrantiformis
- Dryopteris fraser-jenkinsii
- Dryopteris fructuosa
- Dryopteris fujipedis
- Dryopteris furadensis
- Dryopteris fuscipes
- Dryopteris fuscoatra
- Dryopteris futura
- Dryopteris gemmifera
- Dryopteris ghatakii
- Dryopteris glabra
- Dryopteris glandulosopaleata
- Dryopteris goeringiana
- Dryopteris gomerica
- Dryopteris gonggaensis
- Dryopteris gorgonea
- Dryopteris gotenbaensis
- Dryopteris graeca
- Dryopteris grandifrons
- Dryopteris guanchica
- Dryopteris guangxiensis
- Dryopteris gymnophylla
- Dryopteris gymnosora
- Dryopteris goldiana
- Dryopteris habaensis
- Dryopteris hadanoi
- Dryopteris haganecola
- Dryopteris hakonecola
- Dryopteris handeliana
- Dryopteris hangchowensis
- Dryopteris hasseltii
- Dryopteris hawaiiensis
- Dryopteris hendersonii
- Dryopteris herbacea
- Dryopteris heterolaena
- Dryopteris himachalensis
- Dryopteris hirtipes
- Dryopteris hisatsuana
- Dryopteris hondoensis
- Dryopteris hookeriana
- Dryopteris huangshanensis
- Dryopteris huberi
- Dryopteris immixta
- Dryopteris inaequalis
- Dryopteris indonesiana
- Dryopteris indusiata
- Dryopteris initialis
- Dryopteris insularis
- Dryopteris integriloba
- Dryopteris intermedia
- Dryopteris inuyamensis
- Dryopteris iranica
- Dryopteris jiucaipingensis
- Dryopteris juxtaposita
- Dryopteris karwinskyana
- Dryopteris katangaensis
- Dryopteris kawakamii
- Dryopteris khullarii
- Dryopteris kilemensis
- Dryopteris kinkiensis
- Dryopteris kinokuniensis
- Dryopteris knoblochii
- Dryopteris koidzumiana
- Dryopteris komarovii
- Dryopteris kominatoensis
- Dryopteris kungiana
- Dryopteris kwanzanensis
- Dryopteris labordei
- Dryopteris lacera
- Dryopteris lacunosa
- Dryopteris laschii
- Dryopteris latibasis
- Dryopteris lawalreei
- Dryopteris leedsii
- Dryopteris leiboensis
- Dryopteris lepidopoda
- Dryopteris lepidorachis
- Dryopteris lepinei
- Dryopteris leucorhachis
- Dryopteris lewalleana
- Dryopteris liangkwangensis
- Dryopteris liboensis
- Dryopteris liddarensis
- Dryopteris litardierei
- Dryopteris loyalii
- Dryopteris ludens
- Dryopteris ludoviciana
- Dryopteris lunanensis
- Dryopteris macdonellii
- Dryopteris macrochlamys
- Dryopteris macrolepidota
- Dryopteris macropholis
- Dryopteris madalenae
- Dryopteris mangindranensis
- Dryopteris manipurensis
- Dryopteris manniana
- Dryopteris mantoniae
- Dryopteris marginalis
- Dryopteris marginata
- Dryopteris martinsiae
- Dryopteris mauiensis
- Dryopteris maxima
- Dryopteris maximowicziana
- Dryopteris maximowiczii
- Dryopteris maxonii
- Dryopteris mayebarae
- Dryopteris medogensis
- Dryopteris meghalaica
- Dryopteris melanocarpa
- Dryopteris mickelii
- Dryopteris microlepis
- Dryopteris mindshelkensis
- Dryopteris mituii
- Dryopteris miyazakiensis
- Dryopteris montgomeryi
- Dryopteris monticola
- Dryopteris montigena
- Dryopteris muenchii
- Dryopteris namegatae
- Dryopteris napoleonis
- Dryopteris neowherryi
- Dryopteris nidus
- Dryopteris nigropaleacea
- Dryopteris nobilis
- Dryopteris nodosa
- Dryopteris nubigena
- Dryopteris nushanensis
- Dryopteris nyingchiensis
- Dryopteris obtusiloba
- Dryopteris occidentalis
- Dryopteris odontoloma
- Dryopteris okinawensis
- Dryopteris oligodonta
- Dryopteris oligophylloides
- Dryopteris oreades
- Dryopteris orexpansa
- Dryopteris otomasui
- Dryopteris pacifica
- Dryopteris paleolata
- Dryopteris pallida
- Dryopteris panda
- Dryopteris papuae-novae-guineae
- Dryopteris papuana
- Dryopteris paralunanensis
- Dryopteris parrisiae
- Dryopteris patula
- Dryopteris paucisora
- Dryopteris pauliae
- Dryopteris peninsulae
- Dryopteris pentheri
- Dryopteris peranema
- Dryopteris permagna
- Dryopteris picoensis
- Dryopteris pittsfordensis
- Dryopteris podophylla
- Dryopteris poilanei
- Dryopteris polita
- Dryopteris polylepis
- Dryopteris pontica
- Dryopteris porosa
- Dryopteris pseudoabbreviata
- Dryopteris pseudocaenopteris
- Dryopteris pseudocommixta
- Dryopteris pseudofilix-mas
- Dryopteris pseudohangchowensis
- Dryopteris pseudolunanensis
- Dryopteris pseudoparasitica
- Dryopteris pseudosparsa
- Dryopteris pseudovaria
- Dryopteris pteridiiformis
- Dryopteris pulcherrima
- Dryopteris pulvinulifera
- Dryopteris purpurascens
- Dryopteris pycnopteroides
- Dryopteris raiateensis
- Dryopteris ramosa
- Dryopteris rarissima
- Dryopteris raynalii
- Dryopteris redactopinnata
- Dryopteris reflexosquamata
- Dryopteris remota
- Dryopteris remotipinnula
- Dryopteris remotissima
- Dryopteris rheophila
- Dryopteris rhomboideo-ovata
- Dryopteris rodolfii
- Dryopteris rossii
- Dryopteris rosthornii
- Dryopteris rubiginosa
- Dryopteris rubrobrunnea
- Dryopteris ruwenzoriensis
- Dryopteris ryo-itoana
- Dryopteris sabaei
- Dryopteris sacrosancta
- Dryopteris saffordii
- Dryopteris sandwicensis
- Dryopteris sardoa
- Dryopteris sarvelii
- Dryopteris satsumana
- Dryopteris saxifraga
- Dryopteris saxifragi-varia
- Dryopteris scabrosa
- Dryopteris schimperiana
- Dryopteris schnellii
- Dryopteris scottii
- Dryopteris separabilis
- Dryopteris sericea
- Dryopteris serratodentata
- Dryopteris setosa
- Dryopteris shibipedis
- Dryopteris shibisanensis
- Dryopteris shikokiana
- Dryopteris shiroumensis
- Dryopteris shorapanensis
- Dryopteris sichotensis
- Dryopteris sieboldii
- Dryopteris sikkimensis
- Dryopteris simasakii
- Dryopteris sjoegrenii
- Dryopteris sledgei
- Dryopteris slossoniae
- Dryopteris sordidipes
- Dryopteris sparsa
- Dryopteris sphaeropteroides
- Dryopteris splendens
- Dryopteris squamifera
- Dryopteris squamiseta
- Dryopteris stanley-walkeri
- Dryopteris stenolepis
- Dryopteris stewartii
- Dryopteris subarborea
- Dryopteris subatrata
- Dryopteris subaustriaca
- Dryopteris subbipinnata
- Dryopteris subconformis
- Dryopteris subconjuncta
- Dryopteris subcrenulata
- Dryopteris subexaltata
- Dryopteris subimpressa
- Dryopteris sublacera
- Dryopteris submarginata
- Dryopteris submariformis
- Dryopteris subpycnopteroides
- Dryopteris subreflexipinna
- Dryopteris subtriangularis
- Dryopteris sugino-takaoi
- Dryopteris sweetorum
- Dryopteris tahmingensis
- Dryopteris takachihoensis
- Dryopteris takeuchiana
- Dryopteris tamiensis
- Dryopteris tauschii
- Dryopteris tavelii
- Dryopteris telesii
- Dryopteris tenuicula
- Dryopteris tenuipes
- Dryopteris tetrapinnata
- Dryopteris tetsu-yamanakae
- Dryopteris thibetica
- Dryopteris tingiensis
- Dryopteris tokudai
- Dryopteris tokyoensis
- Dryopteris tonompokensis
- Dryopteris toyamae
- Dryopteris transmorrisonense
- Dryopteris tricellularis
- Dryopteris triploidea
- Dryopteris tsoongii
- Dryopteris tsugiwoi
- Dryopteris tsutsuiana
- Dryopteris tyrrhena
- Dryopteris uliginosa
- Dryopteris undulata
- Dryopteris unidentata
- Dryopteris uniformis
- Dryopteris wallichiana
- Dryopteris wantsingshanica
- Dryopteris wardii
- Dryopteris varia
- Dryopteris watanabei
- Dryopteris wattsii
- Dryopteris wechteriana
- Dryopteris vescoi
- Dryopteris vidae
- Dryopteris vidyae
- Dryopteris villarii
- Dryopteris wilsonii
- Dryopteris woodsiisora
- Dryopteris woynarii
- Dryopteris wusugongii
- Dryopteris wuyishanica
- Dryopteris wuzhaohongii
- Dryopteris xanthomelas
- Dryopteris xunwuensis
- Dryopteris yamashitae
- Dryopteris yigongensis
- Dryopteris yongdeensis
- Dryopteris yoroii
- Dryopteris yungtzeensis
- Dryopteris yuyamae
- Dryopteris zhuweimingii
- Dryopteris zygoparentalis